# Хендрик, Тони
Тони Хендрик (нем. Tony Hendrik; род. 1945) — немецкий музыкальный продюсер, автор песен и музыкант.

## Биография
В возрасте 15 лет нашёл старую гитару отца, настроил её в стиле «red river rock» и стал играть на ней ножом. Затем в составе школьной группы Luniks выступал в гамбургском клубе.
К 1970 году Тони добился первого успеха с группой The Tony Hendrik Five. Сингл «The Grooviest Girl in Town» стал его первым бестселлером.
Тогда он уже работал на немецком филиале рекорд-лейбла Vogue. Здесь же и началась его продюсерская деятельность. В то время он тяготел более к року, чем к поп-музыке. В качестве примера можно привести работу с группой Nosferatu, работавшей в стиле прогрессивный рок.
Переход на Hansa International помог ему осуществить ещё один виток в карьере. Здесь он занимался раскруткой артистов, работавших в стиле «немецкий шлягер». Тогда же он познакомился со своей будущей женой, также продюсером — Карин Хартманн (в настоящее время они женаты и воспитывают троих детей).
В начале 1975 года Хендрик и Хартманн подписали контракт с Андреасом Мартином, а он познакомил их с Вольфгангом Петри. На свет появился хит «Sommer in der Stadt», и родилась новая звезда «немецкого шлягера», сотрудничество с которой Хендрик и Хартманн продолжали достаточно долгое время.
Кроме того, были ещё несколько не столь значимых проектов, таких как Emily & Tom (сингл 1976 года «Louie Louie» и др. В 1977 году Хендрик и Хартманн также продюсировали певицу Юлиан Вердинг. Были записаны синглы «Da staunste, was?» и «Oh Mann, oh Mann», а также альбом «Oh Mann, oh Mann…».
Хендрик и Хартманн дали путёвку в жизнь Дитеру Болену, написав и спродюсировав для дуэта Monza, в состав которого входил Болен и его друг Холгер Гарбоден, песни для дебютного сингла «Hallo Taxi nr. 10». Сингл вышел в 1978 году и содержал, кроме заглавной песни, композицию «Cola Und Rock’n’Roll».
Тогда же успех супружеской пары перешагнул границы Германии благодаря успеху женского диско-трио A La Carte. В 1979 году хит-композиция «Doctor, Doctor Help Me Please» взлетела на верхушки мировых хит-парадов.
Кроме того, на рубеже 1970—1980-х годов большим успехом пользовались записи ещё одного протеже Хендрика и Хартманн — Денни Кристиана (Dennie Christian; род. 22 мая 1956, Бенсберг).
На волне успеха Тони и Карин в начале 1981 года основали собственный рекорд-лейбл Coconut Records и музыкальное издательство A La Carte.
Работа с группой A La Carte продолжалась до 1984 года; среди авторов их песен был Мишель Крету.
Среди артистов, выпускавших в первой половине 1980-х годов свои диски на Coconut, известность приобрела исполнительница «немецкой новой волны» Ким Мерц.
С закатом эпохи диско Хендрик и Хартманн приступили к созданию нового проекта. Летом 1984 года они написали песню «L.O.V.E. In My Car» и занялись поиском исполнителей. Один из знакомых рекомендовал продюсерам выходца из США Эндрю Томаса, музыканта и диджея, живущего в Кёльне. Эндрю, в свою очередь, познакомил продюсеров с Тревором Тэйлором, а тот привёл в группу Джона МакИнерни. Так появилась группа Bad Boys Blue, творчество которой свыше 20 лет (с некоторыми перерывами) связано с лейблом Coconut.
Сотрудничество с Bad Boys Blue продолжалось вплоть до начала 1990-х годов; в 1993 году группа перешла на лейбл Intercord. За этот период Тони Хендрик и Карин Хартманн (под псевдонимом Karin Van Haaren) написали для Bad Boys Blue 18 песен, получивших статус международных хитов, были авторами и продюсерами девяти номерных альбомов.
В 1988 году Тони Хендрик помог группе The Seachers выпустить альбом «Hungry Hearts» на Coconut, затем продюсировал ещё несколько рок-исполнителей, таких как Smokie и Крис Норман. В 1989 году для участия в отборочном туре международного конкурса Евровидение Хендрик и Хартманн создали группу Xanadu, в составе которой были основатели известного проекта E-rotic Дэвид Брандес и Лиан Ли.
1990-е годы ознаменовались удачным стартом трио Chyp-Notic, вначале перепевших классический хит Принца «Nothing Compares To U», а затем записавших оригинальные вещи. Всего у группы на Coconut вышли два альбома «Nothing Compares 2 U» (1990) и «I Can’t Get Enough» (1992).
Главной своей удачей Хендрик считает проект Haddaway, синглы «What Is Love» и «Life» которого в 1993 году попали на первые места мировых чартов, а дебютный альбом The Album оказался в топ-10 практически всех стран. Дальнейшие диски The Drive (1995) и Let’s Do It Now (1998) оказались не столь успешны.
В 1995 году было организовано мужское трио Soultans в составе Феми Олакеджи, Скотта Уинтера и Мартина Броди. Песня «Can’t Take My Hands Off You» попала в немецкую двадцатку лучших. Участники группы придерживались канонов американской соул-музыки, адаптированной под европейского слушателя. Soultans прошли через неизбежные смены состава и всего ими было выпущено три альбома: «Love, Sweat & Tears» (1996), «Take Off» (1998) и «Tribute To Soul» (2001).
Когда после воссоединения Modern Talking в Европе возник кратковременный интерес к диско-звёздам 1980-х на Coconut вернулись Bad Boys Blue. Сотрудничество с Хендриком и Хартманн привело к созданию четырёх альбомов Back (1998), Continued (1999), Follow The Light (1999), Tonite (2000) и сборника «Bad Boys Best 2001», после которого их сотрудничество вновь прервалось.
В 2001 году Хендрик продюсировал певицу Aura (кавер-версия хита Ким Уайлд «You came»), помог Дэвиду Брандесу выпустить альбом Криса Нормана «Breath Me In». С Coconut заключили контракты подростковая рок-группа Kess и соул-дива Дела Майлз.
С 2003 по 2005 год Хендрик работал с возродившимся проектом Londonbeat, однако оба альбома, которые он продюсировал, оказались провальными. В 2005 году Хендрик возобновил сотрудничество с Haddaway, но альбом Pop Splits вновь оказался мало успешным.
В начале 2007 года Хендрик и Хартманн продали Coconut Records группе частных инвесторов, которые реорганизовали и переименовали компанию в Coconut Music. Хендрик открыл собственную фирму Tony Hendrik Music и под псевдонимом Майк Линсетон (Mike Linceton) спродюсировал такие коллективы, как Banaroo и YOOMIII.

## Музыкальные проекты
- A La Carte
- Airplay
- Andreas Martin
- Bad Boys Blue
- Banaroo
- Broken Dreams
- Chyp-Notic
- David Seil
- Della Miles
- Dennie Christian
- Emily & Tom
- Fish & Chips
- Haddaway
- Julian
- Juliane Werding
- Kess
- Kim Merz
- Lipps
- Londonbeat
- Minnesota
- Monza
- Neil Smith
- New Romance
- Nosferatu
- Paris Blonde
- Roxanne
- Silent Circle
- Soultans
- The Seachers
- The Tony Hendrik Five
- Twenty One
- Venus
- Wolfgang Petry
- Xanadu
- YOOMIII